# Joe F. Edwards, Jr.
Pour les articles homonymes, voir Edwards.
Joe Frank Edwards, Jr. est un astronaute américain né le 3 février 1958.

## Vols réalisés
Il réalisa un unique vol, Endeavour STS-89 le 22 janvier 1998, lors du 8e amarrage d'une navette américaine à la station spatiale Mir.